# The Bobby Lees
 (juillet 2022).

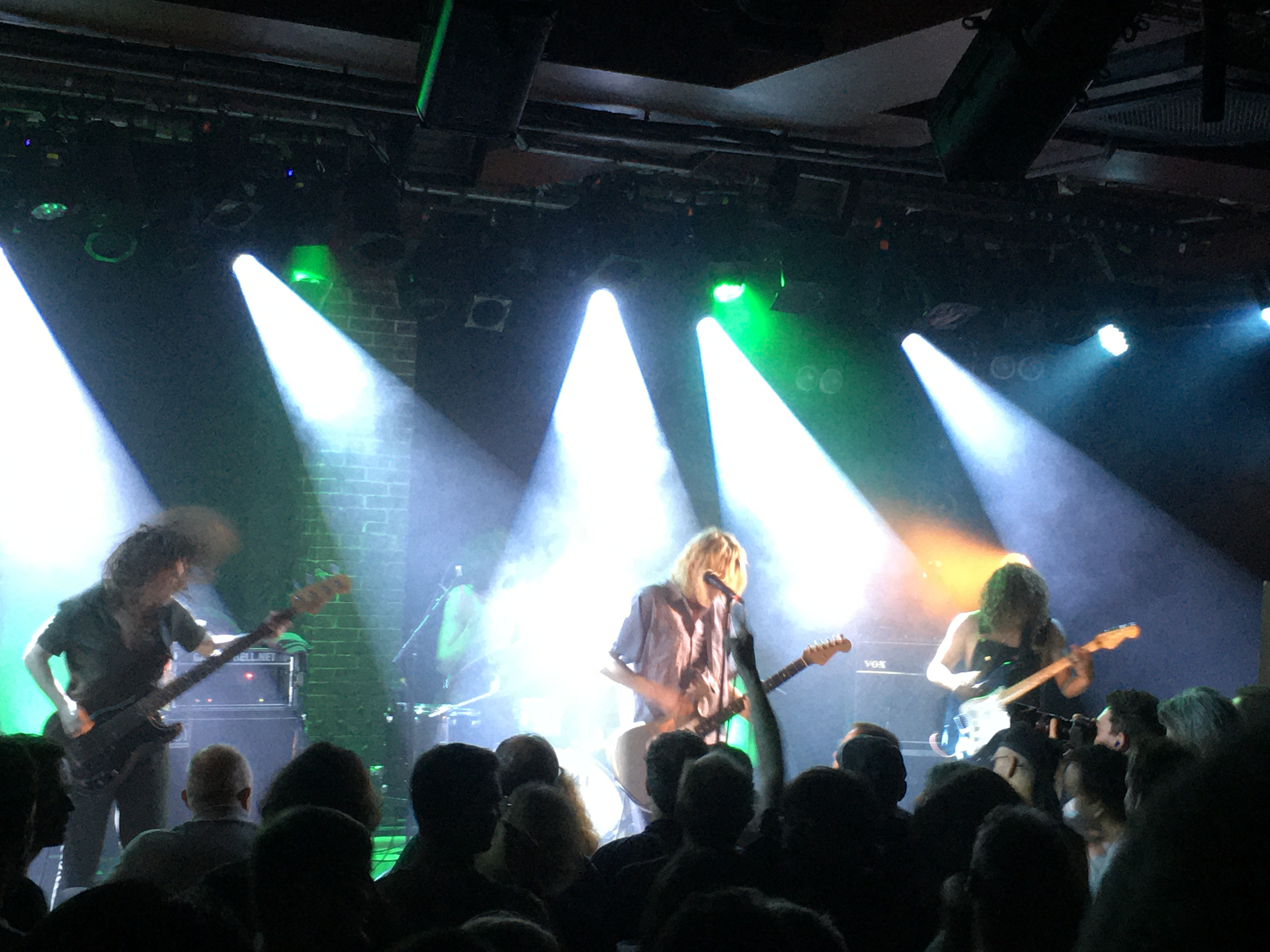
The Bobby Lees sur scène le 23/06/22

The Bobby Lees est un groupe de garage rock américain fondé en 2018 à Woodstock, État de New York.
Il est composé de Sam Quartin chanteuse guitariste, Kendall Wind bassiste, Macky Bowman batteur et  Nick Casa guitariste.

## Discographie

### Albums studio
- Beauty Pageant (Février 2018)
- Beauty Pageant Redux (2019)
- Skin Suit (Juillet 2020)
- Hollywood Junkyard EP (Juin 2022)
- Bellevue (Octobre 2022)